# 加让
加让（法語：Gajan，法語發音：[ɡaʒɑ̃]）是法国加尔省的一个市镇，位于该省中部，属于尼姆区。

## 地理
加让（43°53'49"N, 4°12'53"E）面积10.91 平方千米，位于法国奧克西塔尼大區加尔省，该省份为法国南部沿海省份，南端濒地中海，北起顺时针与阿尔代什省、沃克吕兹省、罗讷河口省、埃罗省、阿韦龙省和洛泽尔省接壤。
与加让接壤的市镇（或旧市镇、城区）包括：丰斯、尼姆、帕里尼亚尔格、拉鲁维耶尔、圣博泽利、圣马梅尔迪加尔。

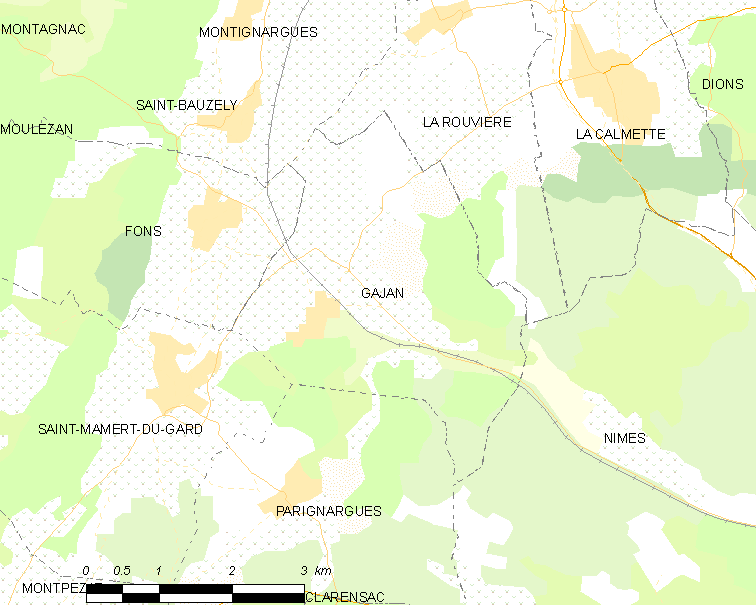
加让的OSM定位图

加让的时区为UTC+01:00、UTC+02:00（夏令时）。

## 行政
加让的邮政编码为30730，INSEE市镇编码为30122。

## 政治
加让所属的省级选区为卡尔维松县。

## 人口

1962-2008年间加让人口变化图示

加让于2022年1月1日时的人口数量为747人。